# میمون پشمالوی نقره‌ای
میمون پشمالوی نقره‌ای (نام علمی: Lagothrix poeppigii) نام یک گونه از سرده میمون پشمالو است.